# 乔达摩菩提那加尔县
乔达摩菩提那加尔县（又譯作“乔达摩佛陀纳加”）为印度北方邦密鲁特专区县份，建县于1997年6月9日，自布兰德沙哈尔和加兹阿巴德二县析置。地理上，该县由自德里和哈里亚纳邦向东流淌的亚穆纳河（Yamuna）将县境一分为二；县域北与加兹阿巴德县接壤，东邻布兰德沙哈尔，南和阿里格尔县交界。行政中心驻於諾伊達（Noida）。

## 引用
1. ↑  . Registrar General, India, Ministry of Home Affairs.   [1 June 2014]. （原始内容存档于2010-04-14）.